# Phyllomacromia picta
Phyllomacromia picta é uma espécie de libelinha da família Corduliidae.
Pode ser encontrada nos seguintes países: Angola, Botswana, Burundi, Chade, Etiópia, Quénia, Malawi, Moçambique, Namíbia, África do Sul, Tanzânia, Uganda, Zâmbia e Zimbabwe.
Os seus habitats naturais são: florestas subtropicais ou tropicais húmidas de baixa altitude, savanas áridas, savanas húmidas, matagal árido tropical ou subtropical, matagal húmido tropical ou subtropical, rios e rios intermitentes.